# Cirkus Madigan
Cirkus Madigan var en cirkus som började 1989 i Malmö Folkets Park. Den stannade där hela sommaren men hette då "Cirkus Starlight". Året därpå åkte den på turné i Sverige.
Cirkusen drevs av Familjen Jackson (en gammal cirkusfamilj sedan flera generationer). Några år senare slutade Horst och Jana Jackson och pensionerade sig. Frank Jackson slutade och arbetar numera som förstelärare i Malmö. Peer Jackson och Manuela Scholl (även Scholl är en gammal cirkusfamilj sedan flera generationer) tillsammans med döttrarna Natalie, Nadine och sonen Jack med sin sambo Elisabet fortsatte. Cirkusen växte så småningom rejält och bytte sedan namn till "Cirkus Madigan". De reste i flera år runt med internationella klassiska cirkusprogram med artister från hela världen. År 2001 var de på Europaturné i Estland, Lettland, Tyskland och Sverige.
Cirkus Madigan har haft cirkusskola för skolor i olika städer. Cirkusen har undervisat barn och på kvällen har barnen uppträtt för sina föräldrar. De reser dock inte längre runt i Sverige. 
Systrarna Nadine och Natalie Scholl har gemensamt med bröderna Marcel och Philipp Frank från Tyskland senare startat Circus Festival i Tyskland och turnerar runt med den. 
Jacki Scholl-Jackson har arbetat med parken Dinoland i Åstorp, här fanns cirkusskola, ett 30-tal verklighetstrogna dinosaurier i stor skala, hoppborg, lekland med mera.
Clownen Jacki alias Jack Scholl med sambo Elisabeth startade Jackis dockteater som turnerade i Sverige. Jack Scholl är utbildad musiker och regissör, lindansare, sångare och låtskrivare. Han har arbetat på många ställen, som t.ex. Astrid Lindgrens värld, Lido Paris, Kryssning Paloma, Riga Cirkus, Busch, Krone, Tallinn Statscirkus/teater, Brazil Jack, Moomsteatern, Julgala i Tyskland och Frankrike, Skurt i TV 3, Tv RTL Superstar, Tv4 Baltick, Göteborg fritid, Malmö stad Sinnenas värld, Radisson SAS, Löddeköpinge Center, Mobilia Malmö, Campingplatsturné 2001, Folkparksturné 2005, Tetra Pak Lund, Ikea Kungens kurva Stockholm, Sverigeturné från 1989 till 2003, Vegas, Australien super circus Ozz, Skara sommarland och Ölands djurpark.
Numera skriver Jack barnlåtar och barnböcker, och turnerar med sin dockteater i hela landet.
Jack Scholl spelar även i ett reggaeband från Malmö och ett jazzband från Göteborg.